# Красные таи
Красные таи, также тай денг (от лаос. Tai Daeng) или тхай до (от вьет. Thái Đỏ) — этническая группа на территории Вьетнама и Лаоса. Говорят на бело-тайском языке. Во Вьетнаме они более известны под именем тхай-до и включены в группу народов тай, вместе с чёрными и белыми таями. Данная группа является третей по численности среди всех пятидесяти четырёх тай, которые признаны Вьетнамским правительством.

## Географическое распределение
- 140 000 во Вьетнаме (2002)[1]
- 25 000 в Лаосе (1991)[1]
- Неизвестное население в Таиланде[1]
- Неизвестное население в США[1]

## Скопления населения
- Тханьхоа, Вьетнам[2]

## Религия
- Анимизм/Тхеравада (95,5%)[2]
- Христианство (4,5%)[2]